# Якимова, Наталья Александровна
Наталья Александровна Голдинова (род. 15 сентября 1985 года, посёлок Первомайский (с 1987 года Малиновский), Ханты-Мансийский автономный округ, СССР) — спортсмен — ведущий сборной команды России по лыжным гонкам и биатлону по спорту слепых. Лидер Любови Васильевой на зимних Паралимпийских играх 2010 года в Ванкувере, Елены Ремизовой на зимних Паралимпийских играх 2014 года в Сочи. На данный момент является лидером Веры Хлызовой. Многократный призёр и чемпионка Паралимпиады. Заслуженный мастер спорта России по лыжным гонкам (спорт слепых). Награждена Орденом Дружбы.
Начала заниматься лыжными гонками в 1994 году. Первый тренер — Валерий Ярославович Штука. Спортсмен-инструктор ЦСП72 с 2007 года. В настоящее время тренируется под руководством Вячеслава Анатольевича Голдинова.

## Награды
- Орден Дружбы (26 марта 2010) — за большой вклад в развитие физической культуры и спорта, высокие спортивные достижения на X Паралимпийских зимних играх 2010 года в городе Ванкувере (Канада)[5].